# Яучимвон

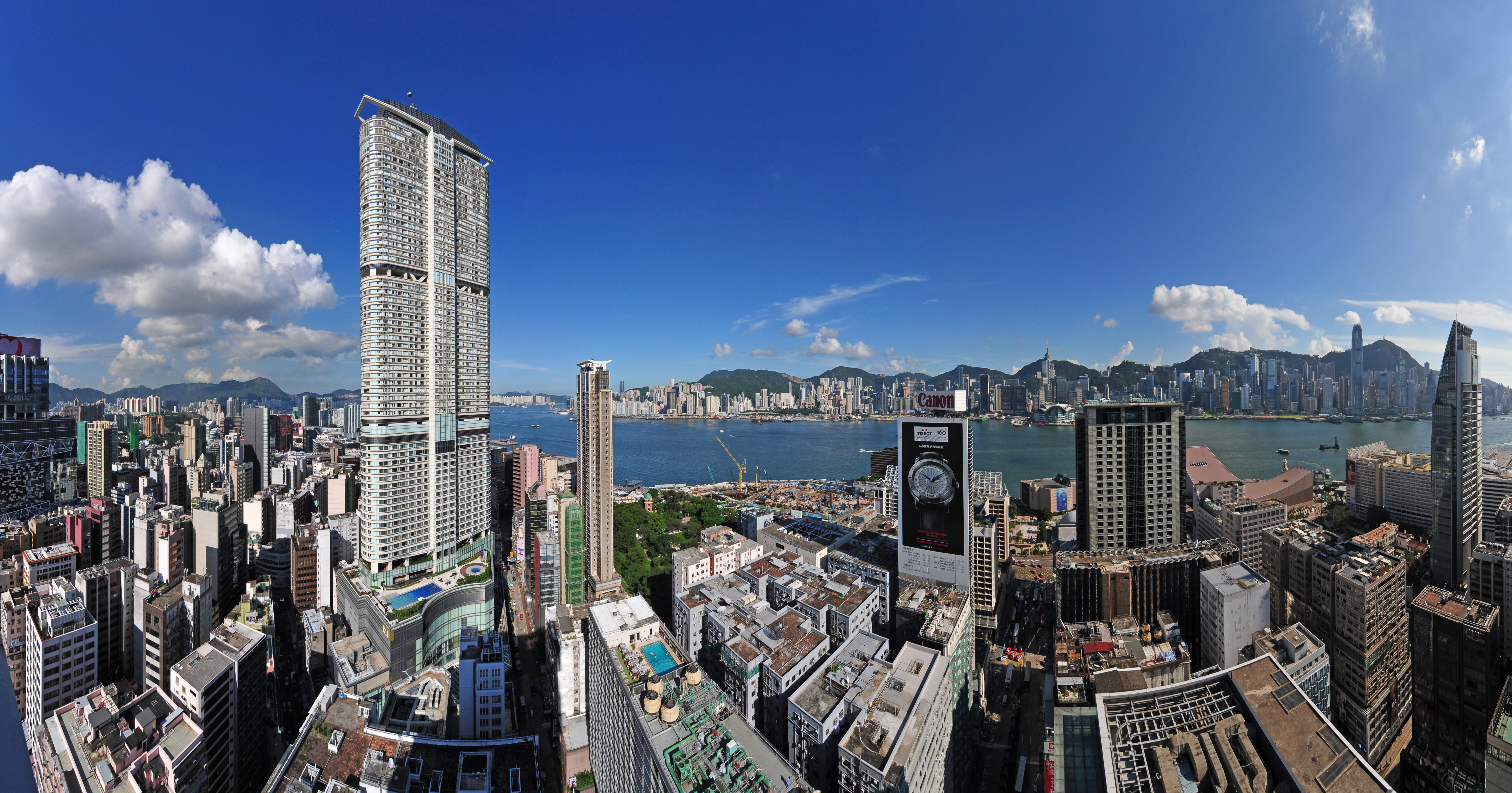
Яучиммон

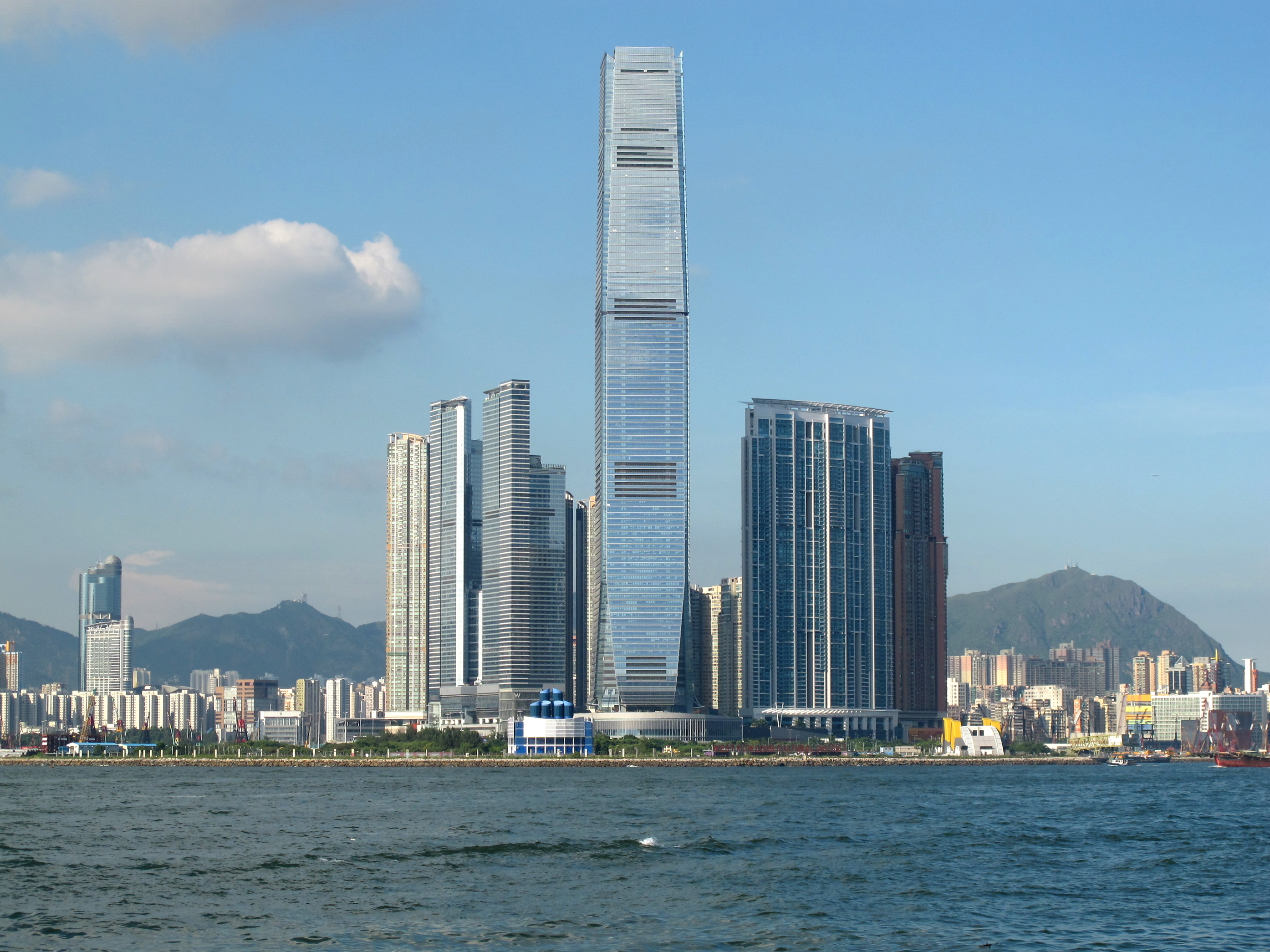
Яучиммон

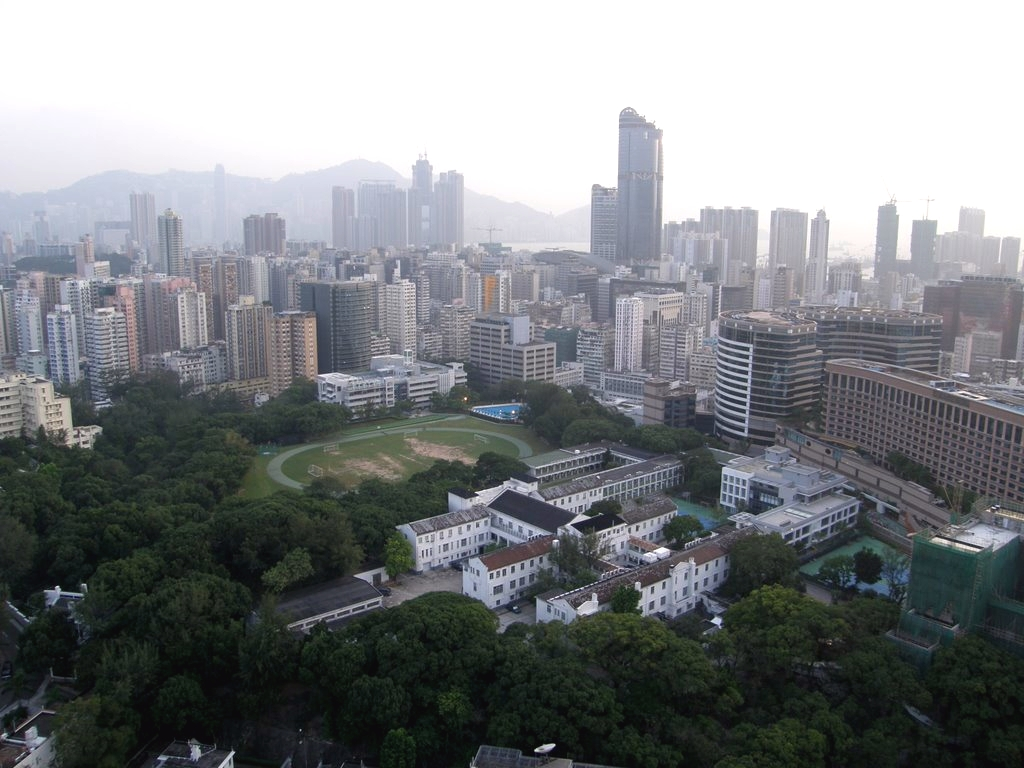
Яучиммон

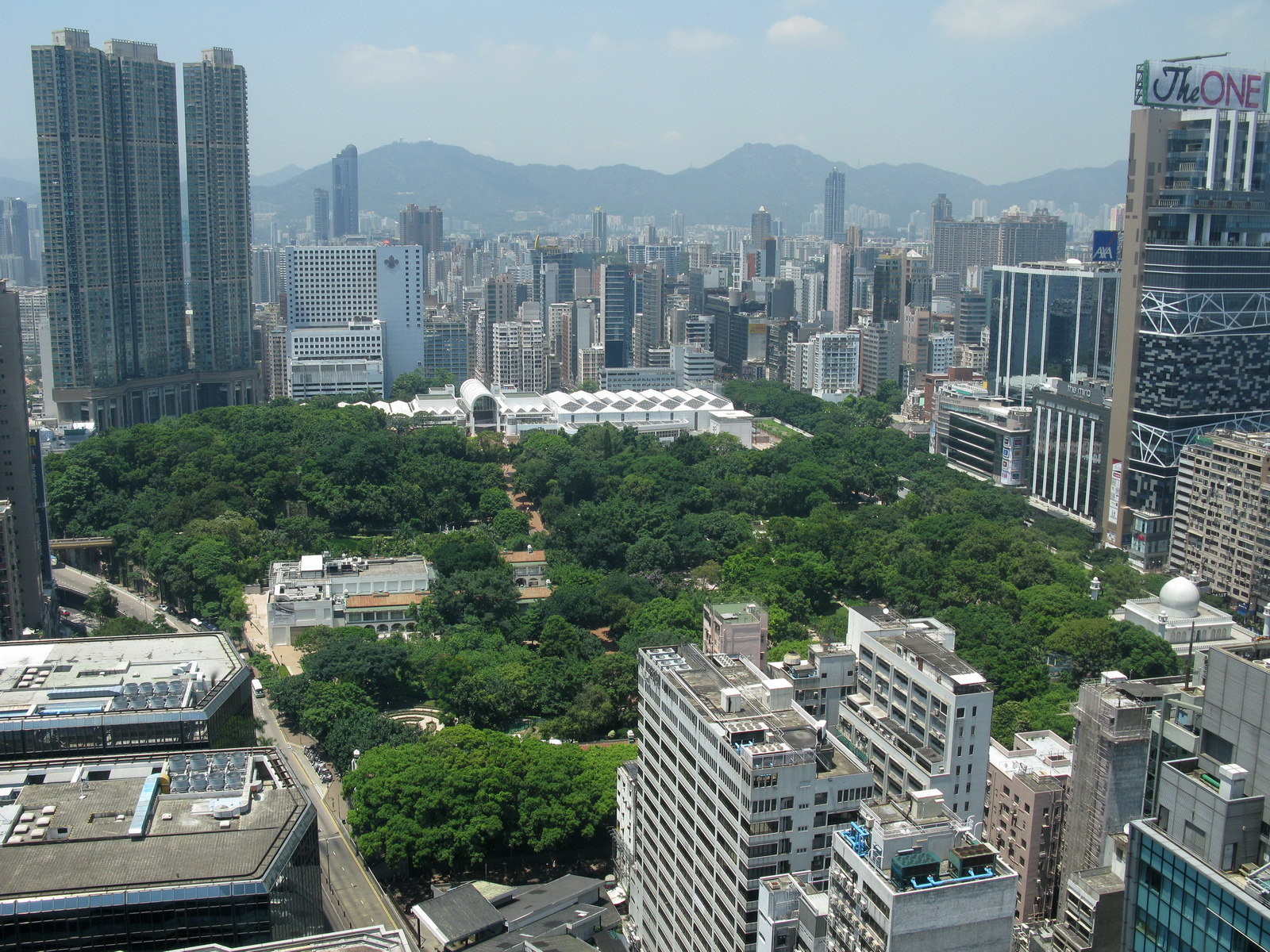
Яучиммон

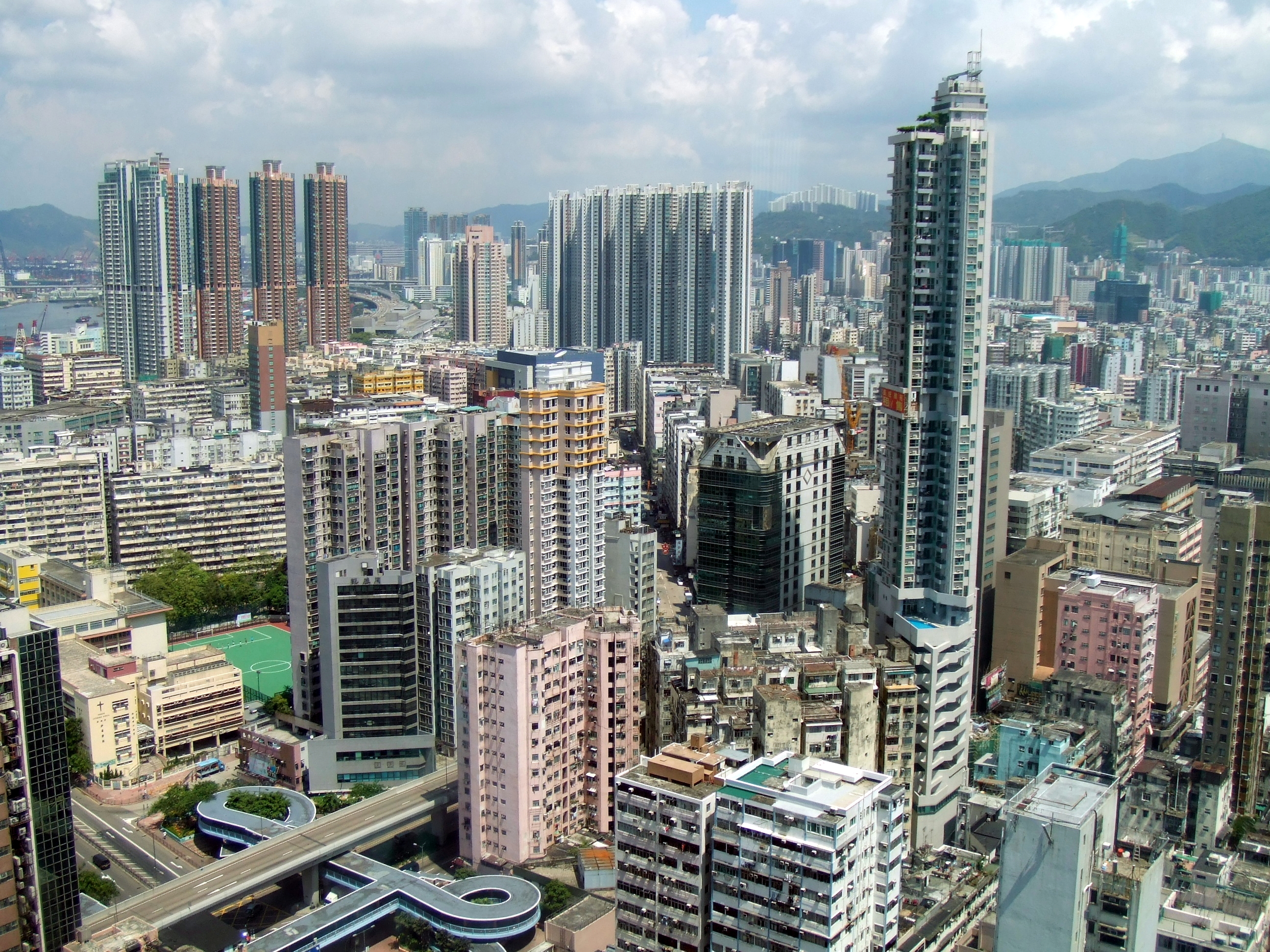
Яучиммон

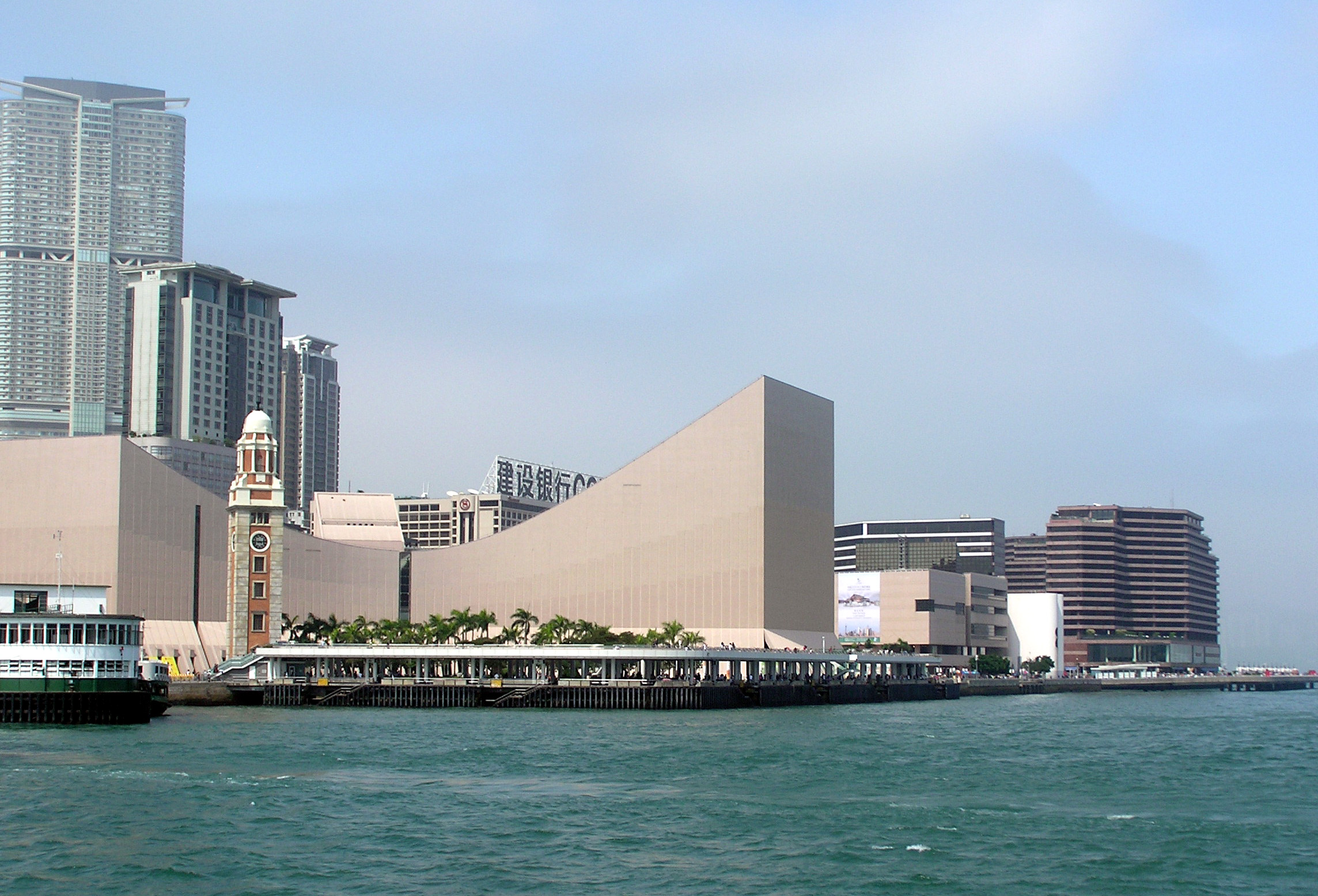
Яучиммон

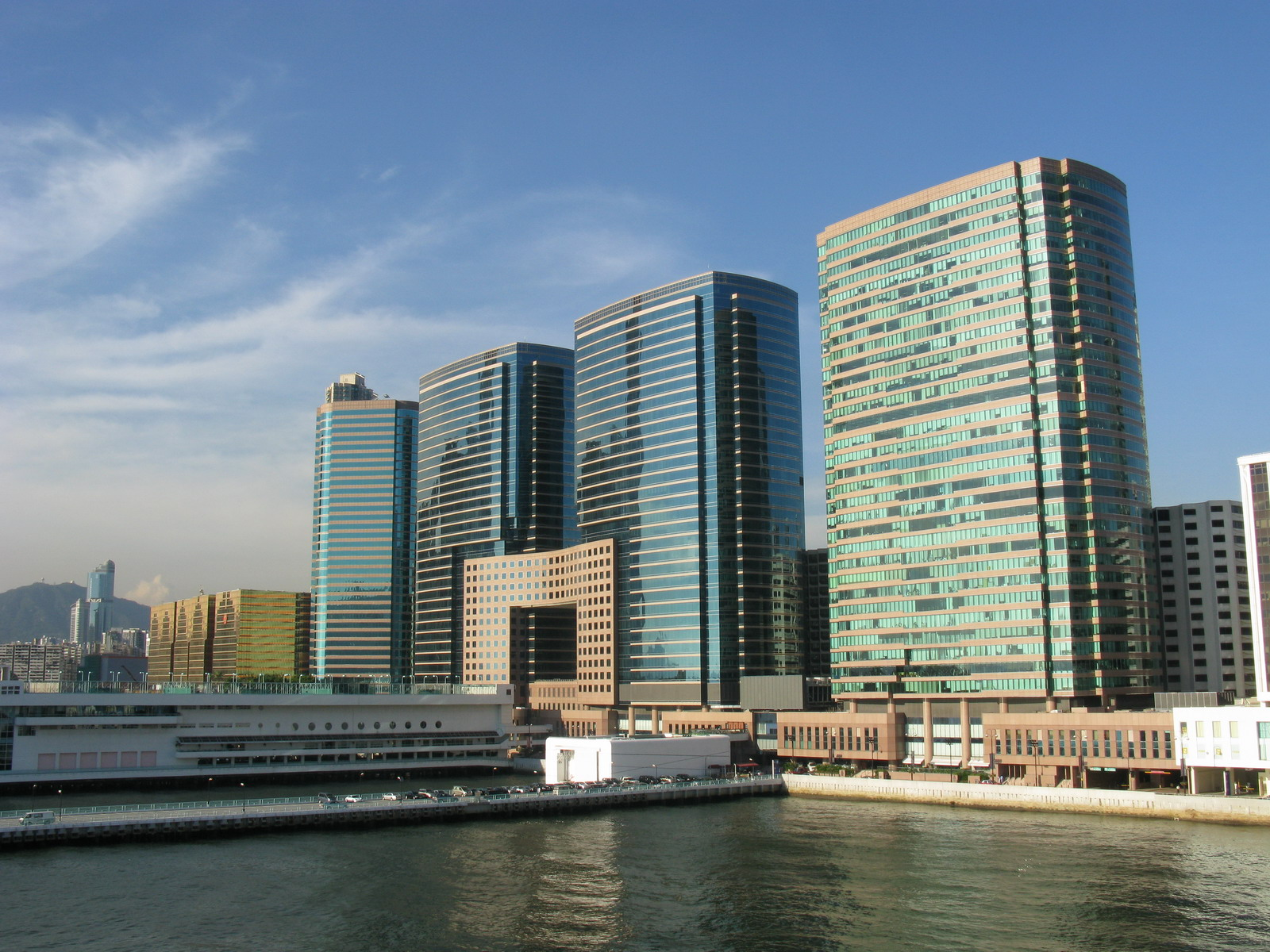
Яучиммон

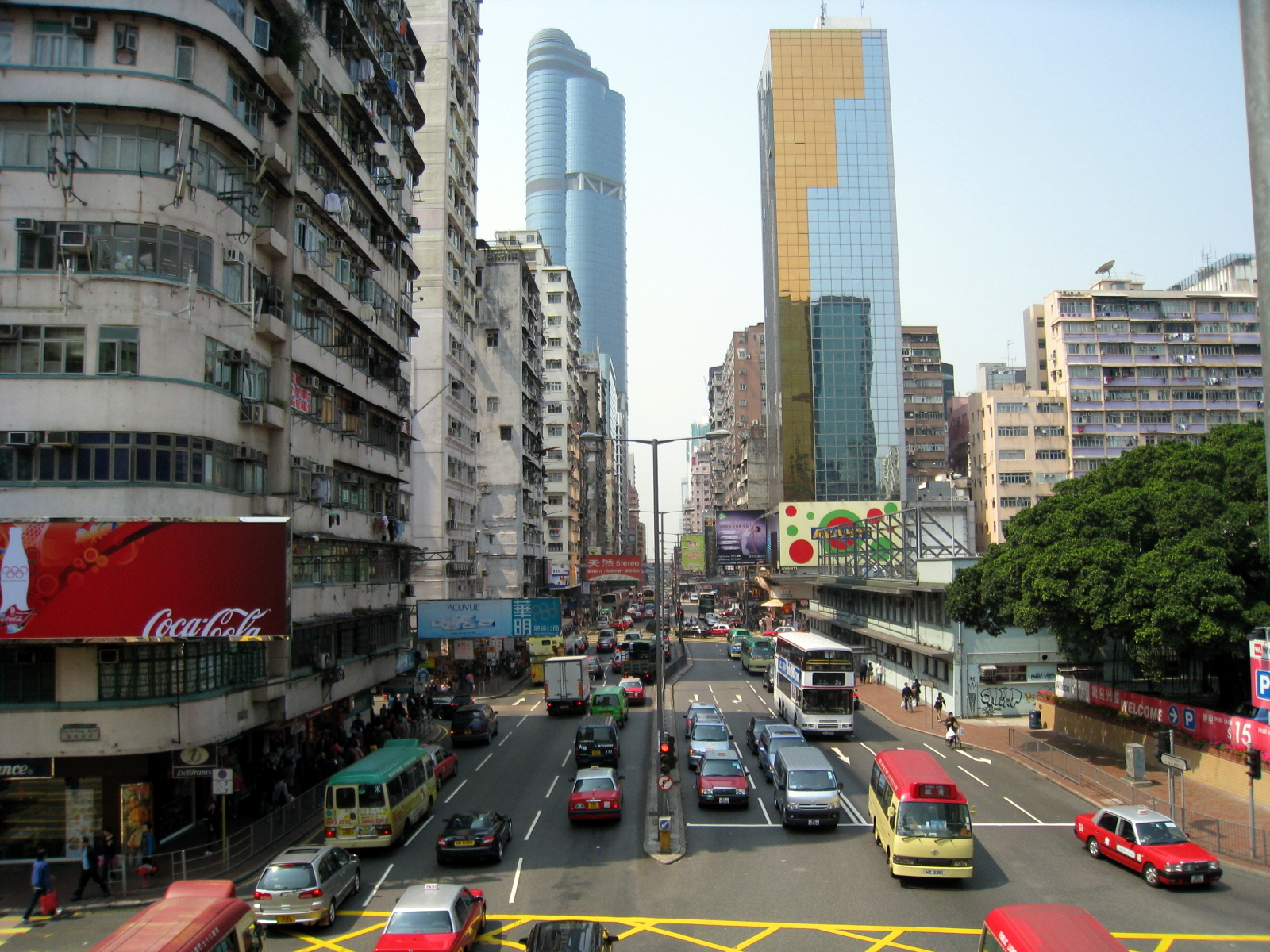
Яучиммон

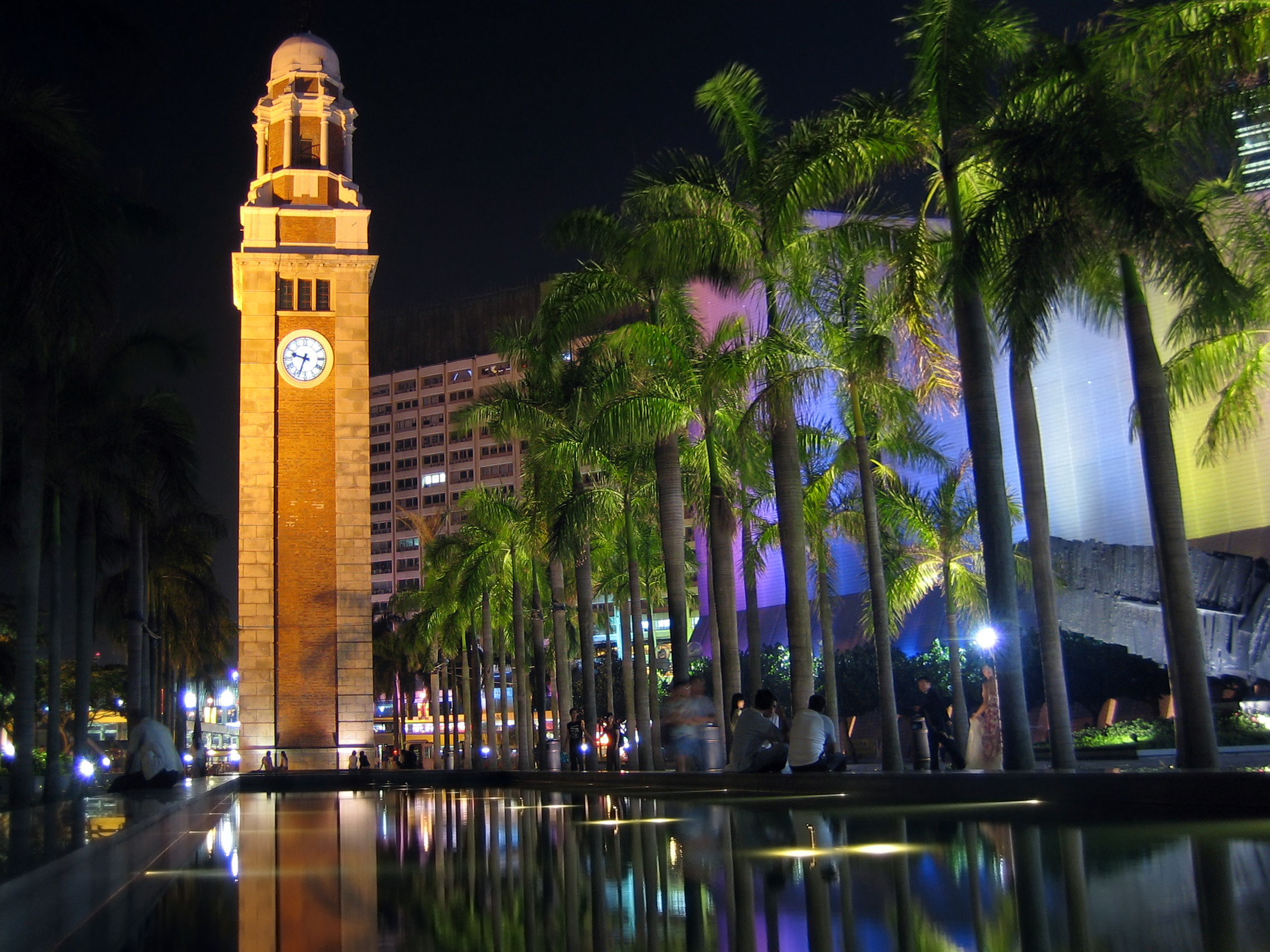
Яучиммон

Яучимво́н? (иер. 油尖旺, ютпх. Jau4zim1wong6, кит.-рус. Юцзяньва́н, англ. Yau Tsim Mong) — один из 18 округов Гонконга. Расположен в юго-западной части Коулуна. Включает в свой состав районы Чимсачёй, Чимсачёй-Ист, Западный Коулун, Монкок, Яуматэй, Джордан и Тайкокчёй.

## История
Округ образован в 1994 году из двух старых округов — Яу-Цим и Монг-Кок (название представляет собой акроним, образованный из названий трёх основных районов округа — Яу-Ма-Тэй, Цим-Ша-Цуй и Монг-Кок).

## Население
В 2006 году в округе проживало 281 тыс. человек (имеется значительная прослойка иммигрантов из числа индийцев, непальцев, пакистанцев, бангладешцев, ланкийцев, корейцев и нигерийцев).

### Религия
В округе расположены храмы Тин Хау и Шуй Юэт, англиканская церковь Сент-Эндрю, католическая церковь Розари, церковь Сент-Френсис, Христианский центр Монг Кок, мечеть Коулун Масджид энд Исламик Сентр.

## Экономика
Главными отраслями экономики округа являются торговля, туризм, транспортные и финансовые услуги, ресторанный бизнес. В округе расположены отели «Хаятт Ридженси Гонконг», «Ритц-Карлтон», «Пенинсула», «ИнтерКонтиненталь», «Шератон», «Ройал Плаза», «Ренессанс Коулун», «Мира», «Коулун Шангри-Ла», «Лэнгхэм Плейс», «Панорама», «Рамада», «Новотель», «Марко Поло», «Ригал Коулун», «Айкон», «Ройал Пасифик», «Ройал Гарден», «Коулун», «Итон», «Баден-Пауэл Интернэшнл».
В округе Яу-Цим-Монг расположены штаб-квартиры корпораций «Wharf Holdings», «Sino Land», «GCL-Poly Energy Holdings», «Bossini International», «City`super», «Neo-Neon Holdings», кинокомпании «Golden Harvest», а также офисы международных компаний HSBC, Bank of China, Morgan Stanley, Credit Suisse, Deutsche Bank.

### Торговля
Крупнейшие торговые центры округа — «The ONE», «iSQUARE», «Харбор Сити» («Оушн Терминал» и «Гейтвэй»), «Чайна Гонконг Сити», «Лэнгхэм Плейс Молл», «Нью Уорлд Сентр», «Мирамар», «Элементс», «Олимпиан Сити» «Силверкорд Аркад», «К11», «Цим Ша Цуй Сентр», «Эмпайр Сентр», «Ван Пекинг», «Палас Молл», «1881 Херитдж», «Гранд Сенчури Плейс», «Метро Харбор Вью», «Диксон Кибер Экспресс», «Пайонир Сентр», «Сино Сентр», «Монг Кок Компьютер Сентр», «Хо Кинг» и «Ка Лок».
Большое число магазинов расположено на торговых улицах Натан Роуд, Парк Лейн, Темпл Стрит, Кантон Роуд, Пекинг Роуд, Портленд Стрит, Тунг Чой Стрит, Сай Юнг Чой Стрит, Дандас Стрит. Также популярны у жителей и туристов фруктовый рынок на Ватерлоо Роуд, ночной рынок на Темпл Стрит, уличный рынок Квун Чунг, «Нефритовый рынок» в квартале Джордан, рынки Ледис Маркет (одежда и аксессуары) и Голдфиш Маркет (аквариумные рыбки) на Тунг Чой Стрит, рынок певчих птиц на Юэн По Стрит, рынок спортивной обуви и одежды на Фа Юэн Стрит, цветочный рынок на Флауэр Маркет Роуд, рынок моделей на Квонг Ва Стрит.

## Транспорт
- Округ обслуживает шесть линий MTR: «Цюн-Ван», «Квун-Тонг», «Ист-Рейл», «Вест-Рейл», «Тунг-Чунг» и «Аэропорт-Экспресс»
- Шоссе «Вест Коулун» и автомобильный тоннель «Вестерн Харбор Кроссинг» соединяют округ с Гонконгом
- Подземный вокзал «Вест Коулун Терминус» (конечная станция скоростной железнодорожной линии Гуанчжоу—Шэньчжэнь—Гонконг)
- Паромный терминал «Гонконг Чайна»
- Паромные причалы «Цим-Ша-Цуй» и «Оушн Терминал»

## Достопримечательности
- Часовая башня Цим-Ша-Цуй
- «Алея звёзд» на Цим-Ша-Цуй Променад
- Набережная Вест Коулун
- Район «красных фонарей» на Портленд Стрит
- «Корейский город» на Кимберли Стрит
- Комплекс бывшей штаб-квартиры морской полиции

### Крупнейшие здания
- 118-этажный «Интернэшнл Коммерс Сентр» (484 метра)
- Комплекс «Куллинан» (две 68-этажные башни по 270 метров)
- Комплекс «Сорренто» (75-этажная башня в 256 метров, 66-этажная башня в 236 метров, 64-этажная башня в 218 метров, 62-этажная башня в 212 метров и 60-этажная башня в 206 метров)
- 64-этажный «Мастерпис» (261 метр)
- 59-этажный «Лэнхэм-плейс» (255 метров)
- 73-этажный «Харборсайд» (251 метр)
- 65-этажный «The Arch» (231 метр)
- Комплекс «Виктория Тауэрс» (три 62-этажные башни по 213 метров)
- 55-этажный «Шайнин-хайтс» (213 м)
- Комплекс «Метро-харбор-вью» (десять 50-этажных башен по 171 метр)
- Комплекс «One Silver Sea» (семь башен по 150 метров)

### Музеи и галереи
- Гонконгский научный музей
- Гонконгский музей космоса
- Гонконгский музей искусств
- Музей истории Гонконга
- Гонконгский международный музей увлечений и игрушек

### Парки
- Коулунский парк
- Сигнал Хиллс Гарден
- Парк Короля Георга V
- Сентенери Гарден
- Салисбери Гарден

## Образование и наука
- Гонконгский инженерный колледж
- Кампус Гонконгского общинного колледжа
- Кампус колледжа Каритас Бьянчи
- Колледж Ва Ян
- Гонконгская обсерватория

## Здравоохранение
На Темпл Стрит сконцентрированы лучшие в городе клиники традиционной китайской медицины.
- Госпиталь Коулун
- Госпиталь Квонг Ва

## Культура
- Гонконгский культурный центр (концертный зал, два театра, выставочные залы)
- Центр изучения наследия Гонконга
- Публичная библиотека Цим-Ша-Цуй

## Спорт
- Стадион Монг Кок
- Стадион Макферсон
- Клуб крикета Коулун